# Shannon McNally

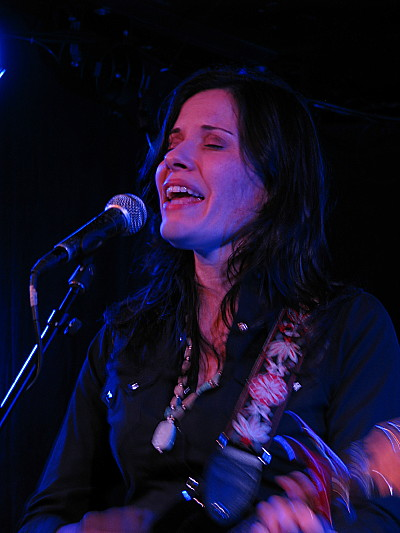
Shannon McNally tocando en The Saint en Asbury Park, NJ, el 18 de mayo de 2013

Shannon Maureen McNally (nacida el 17 de marzo de 1973) es una cantautora estadounidense. 

## Biografía
McNally Nació en Hempstead, en Long Island. Mientras estudiaba antropología en el Franklin and Marshall College, empezó a cantar y a tocar la guitarra en clubs. Después de graduarse y afilar sus habilidades en las calles de París como una cantante callejera, McNally realizó un contrato con Capitol Records en 1997. McNally intentó hacer una grabación acústica y entró en el estudio con profesionales como Jim Keltner, Benmont Tench y Greg Leisz. El álbum resultante Jukebox Sparrows no fue lanzando en la época. 
Mientras tanto, McNally abrió para Stevie Nicks y Ryan Adams, y fue parte del tour de 1999 Girl's Room con Tara MacLean, Kendall Payne y Amy Correia. También trabajó como modelo para los cosméticos Urban Decay. En 2000, McNally lanzó su EP pospuesto Bolder Than Paradise. Cuando Capitol finalmente lanzó Jukebox Sparrows en enero de 2002, llegó a un mercado que ya había acogido a artistas similares como Ryan Adamas y la banda sonora O Brothers, Where Art Thou. McNally se embarcó en una rueda de prensa, y pasó el verano de ese año apoyando a John Mellencamp. A finales de 2002, lanzó su EP Ran on Pure Lightning, una colaboración con el cantautor Neal Casal. 
En 2005, McNallyregresó con un álbum con influencias de country, blues y soul llamado Geronimo. El lanzamiento del álbum en junio fue acompañado por una serie de conciertos en directo durante el verano. El comienzo de 2006 vio el lanzamiento del tercer álbum de McNally, North America Ghost Music. Las fechas de la guira con Son Volt también coincidieron con el lanzamiento.
McNally se tomó libre la mayoría de 2008 y de 2009 después de dar a luz a su primer hijo. Reanudó las actuaciones y las grabaciones y fue de guira con Dave Alvin & The Guilty Women. En 2009, lanzó el álbum Coldwater con su banda Hot Sauce. McNally actualmente reside cerca de Oxford, Mississippi. 
En 2013, McNally lanzó Small Town Talk, un álbum tributo con canciones de Bobby Charles. En una entrevista, McNally dijo que fue amiga durante mucho tiempo de Bobby Charles y que Small Town Talk fue inspirado por el primer álbum de Charles de 1973.

## Discografía
- Bolder Than Paradise [EP] (2000)
- Jukebox Sparrows (2002)
- Ran on Pure Lightning (2003)
- Run for Cover (2004)
- Geronimo (2005)

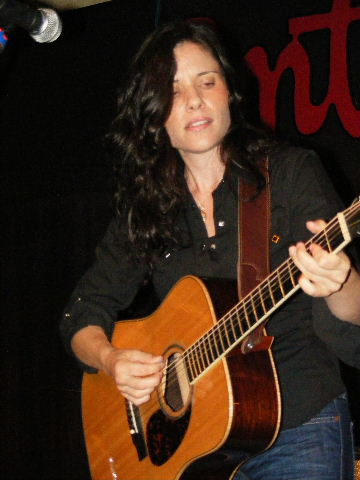
Shannon McNally en Austin, TX (2009)

- North American Ghost Music (Vivo) (2006)
- Southside Sessions [EP] (con Charlie Sexton) (2006)
- Coldwater (2009)
- Western Ballad (2010)
- Chasing the Ghost Rehearsal Sessions [EP] (con Amy LaVere) (2012)
- Small Town Talk (Canciones de Bobby Charles) (2013)

### Contribuciones
- Live at the World Café: Vol. 15 - Handcrafted (2002, World Café) - "Down and Dirty"
- 107.1 KGSR Radio Austin - Broadcasts Vol.10 (2002) - "Now That I Know"
- WYEP Live and Direct: Volume 4 - On Air Performances (2002) - "Now That I Know"
- Stormy Weather: The Music of Harold Arlen (2003) - "As Long as I Live"
- Son of Rogues Gallery: Pirate Ballads, Sea Songs & Chanteys (2013) - "Tom's Gone to Hile" con Gavin Friday[2]

## Enlaces externos

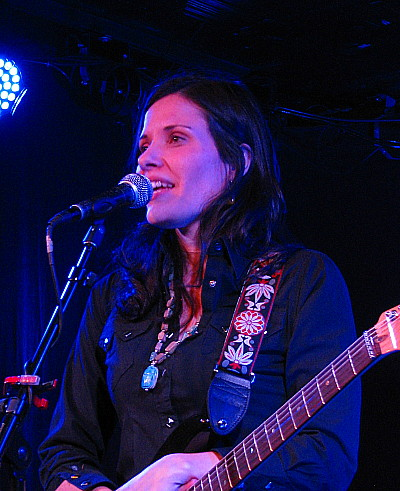
Shannon McNally en The Saint en Asbury Park, NJ, el 18 de mayo de 2013.

## Reparto de voz
- Call of Juarez [VG] como Suzy  (2006)